# 卢沟桥历史博物馆
卢沟桥历史博物馆，位于北京市丰台区宛平城地区城南街77号。

## 简介
卢沟桥历史博物馆的前身是卢沟桥史料陈列馆，1981年7月7日建成并对公众开放，展示卢沟桥历史、建筑、雕刻艺术。在卢沟桥史料陈列馆的基础上，2008年9月10日卢沟桥历史博物馆正式建成并对公众开放。购买卢沟桥门票的游客即可免费参观该馆。卢沟桥历史博物馆的建成开放，拉开了首届北京“卢沟晓月”中秋文化节的序幕。
卢沟桥历史博物馆位于卢沟桥北端，宛平城西门外，占地面积23000平方米。开馆初期，进入该馆大门，可见三组大理石浮雕。第一组为斩龙剑，卢沟桥桥墩平面呈船形，迎水面有契形的“分水尖”，每个分水尖上安置一根长约26厘米的三角铁柱，俗称“斩龙剑”。第二组为大刀雄风，描绘国民革命军第二十九军大刀队手刃日军的场景。第三组为古渡追忆，描绘人民建造桥梁的劳动场景。卢沟桥历史博物馆分为科学之桥、艺术之桥、历史之桥三个展室，采用图片、实物、文字记录了卢沟桥的历史。馆内收藏有卢沟桥的镇河物“铁犀牛”（辽金时期，国家一级文物）的复制品，宛平城内出土的明代腰牌复制品，修缮卢沟桥时替换下来的栏板一件、望柱两根，明代的“武俊碑”等文物。
2016年7月6日，卢沟桥历史博物馆经过三年改陈后重新开馆。新开的卢沟桥历史博物馆分成历史之桥、科学之桥、文化之桥、艺术之桥、英雄之桥五个展厅。英雄之桥展厅内展示了数字化复原的《乾隆南巡图》。